# Boris Gregorka
Boris Gregorka (Brežice, 2 agosto 1906 – Lubiana, 19 marzo 2001) è stato un ginnasta sloveno naturalizzato jugoslavo.

## Palmarès

### Olimpiadi
- Bronzo a Amsterdam 1928 nel concorso a squadre.